# RiftRoamers
RiftRoamers ist ein freies Pen-&-Paper-Rollenspiel, das aus seinem Vorgänger Alien Encounters hervorgegangen ist.

## Allgemein
1991 wurde die erste Version von Alien Encounters von Mirco Adam und Andreas Schlegel ins Leben gerufen. Zu dieser Zeit handelte es sich im Groben nur um Modifikationen bestehender Systeme, wie Traveller. Mit den Jahren wurden die Änderungen so gravierend, dass keine Verbindung mehr zum Ausgangssystem hergestellt werden konnte. Nachdem Andreas Schlegel seine Mitarbeit weitestgehend eingestellt hatte, kam Herbert Arp, sowie etwas später Gunnar Hay dazu und kurz danach (ca. 1997) wurde Alien Encounters in RiftRoamers umbenannt. Gunnar Hay hat sich seitdem mit dem Projekt RiftRoamers 3050AD beschäftigt, das die Fortführung der Storyline nach dem Jahr 3030 zum Inhalt hat.
RiftRoamers selbst ist kostenlos und alle notwendigen Daten, wie Regelwerk oder Charakterblatt werden über das Internet als PDF-Datei zum Download angeboten. Die Regeln werden stetig überarbeitet und es existieren diverse Quellenbücher (online). RiftRoamers legt sein Hauptaugenmerk auf den dichten Hintergrund, der in vielen Details ausgearbeitet ist und eine komplexe Basis für Kampagnen und Szenarios bietet.

## Hintergrund
RiftRoamers spielt im Jahr 3030 n. Chr., während die Alien-Encounters-Reihen die Jahre 2566 (nur für ein Abenteuer) und 2575 im gleichen Universum – vor der Eroberung der Erde durch Aliens – behandelten.  Im Jahr 3030 ist die Erde noch von den Relikten der Morlorn besetzt, die den Planeten für sich terraformieren wollten. Die primäre Intention dahin war offenbar der menschlichen Psyche die Wurzeln zu entreißen um den Widerstand in der Bevölkerung gegen die neuen Machthaber zu brechen. Auch nach der Befreiung der Menschen durch die Verbündeten der Cetadeani – allen voran der Antari – ist die Erde uneinnehmbar von der Kriegsmaschinerie und den Terraforminganlagen der Morlorn besetzt. Die United Solar Confederation (USC) hat daher die Hauptstadt auf den Mars verlegt, was aber nur als Übergangslösung dienen soll, bis die Erde wieder für Menschen bewohnbar ist. Die USC ist aber keineswegs ein sicherer Ort, denn die Morlorn sind nach wie vor eine Bedrohung und nur die Allianz mit den Cetadeani, konnte die Menschen vor gut 400 Jahren von den Morlorn befreien. Nun befindet sich die Menschheit vor der Vollendung einer Konsolidierungs- und Aufbauphase. Den Menschen ist ein fester Sitz im Galaktischen Rat angeboten worden und ein Botschafter samt seinem Stab hat sich auf den Weg gemacht die Menschen im Galaktischen Bund zu repräsentieren.
Ein Ort jedoch ist augenscheinlich frei von Konfrontationen: Freeport. Dieser Ring um eine Sonne nahe dem galaktischen Kern wurde – ebenso wie das Netzwerk der Sternentore – von uralten Zivilisationen erbaut, von denen nichts Genaues bekannt ist. Auf Freeport gibt es Besucher jeder Spezies, politischen Ausrichtung oder Religion. Dort gibt es keine territorialen Streitigkeiten. Die genauen Gründe dafür liegen allerdings im Verborgenen. Freeport selbst umgibt offenbar – nicht nur in dieser Hinsicht – ein großes Mysterium.

### Reisen
Im Allgemeinen kann man behaupten, das All ist groß und leer. In RiftRoamers ist es jedoch relativ belebt und das obwohl nur ein Bruchteil der Menschen eines Planeten jemals in den Genuss kommen, sich eine Reise durchs All zu leisten. Ein hoher Anteil vollautomatisierten regional begrenzten Frachtverkehrs verleiht einem beliebigen Sternsystem nahe dem politischen Zentrum große Geschäftigkeit. Großfrachter von mehreren Kilometern Länge teilen sich den planetennahen Raum mit Trampfrachtern deren Länge kaum über 100 m reicht. Passagierliner und Zubringerschiffe, Kurierschiffe und Patrouillenschiffe, Shuttles und auch der eine oder andere Raumjäger tragen ein Übriges dazu bei.
Um große Distanzen zurückzulegen, reist man in RiftRoamers mit Hilfe eines so genannten RIFT-Antriebes oder mit Hilfe der als Vortex-Tunnel bekannten Sternentore, die von antiken Zivilisationen vor mehr als 500.000 Jahren – die planetengebundenen Tore gar vor mehr als 1 Mio. Jahren – erbaut wurden. Robotfrachter sowie ältere Schiffe verwenden zum Teil noch Hyperraum-Sprungantriebe, die jedoch aufgrund ihrer Nebenwirkungen mehr und mehr ihre Bedeutung verlieren. Weitere Antriebe existieren außerhalb der technischen Möglichkeiten der Menschen.
Außerhalb des Sternentor-Netzwerkes reisen die meisten Lebewesen mit reaktionslosen Antriebssystemen und in Planetennähe (z. B. in Städten oder auf Highways) mit dem Grav-Antrieb, einer Art Antischwerkraftantrieb. Ein hoher Prozentsatz der planetaren Individualverkehrsmittel sind auch im Jahr 3030 Radfahrzeuge. Die Kosten für den Betrieb eines Gravfahrzeuges (gemeinhin als Aero bezeichnet) liegen auch in dieser Zeit deutlich über denen von Bodenfahrzeugen. Die Fußgänger unter den Reisenden bewegen sich mit öffentlichen Massentransportmitteln fort. Mittels Magnetfeld oder Antigravtechnologie geführte Bahnen und in die Fußgängerzonen eingelassene Pulsorfelder, die eine Art Transportband zur Verfügung stellen, bewältigen dabei den Löwenanteil.

### Das Mysterium der Tore
Vor mehr als einer halben Million Jahren schufen einige antike Zivilisationen – diese sind heute als Builder-Rassen bekannt – ein Netzwerk aus Sternentoren, das einst die gesamte Galaxis umfasste und möglicherweise sogar Verbindungen in andere Galaxien ermöglichte. Der Zweck dieses gigantischen Vorhabens ist Spekulation. Der größte Teil des Netzwerkes  ist heute unerforscht. Nahezu jeder bedeutende Konflikt zwischen zwei Zivilisationen in der Galaxis liegt darin begründet neue Kenntnisse über das Netzwerk zu erhalten. Gerüchte über Segmente einer antiken Gesamtkarte kursieren überall. Immer wieder tauchen Alien-Relikte auf, denen man die eine oder andere Beziehung zu den Toren oder ihren Erbauern nachsagt. Und obwohl der Handel mit Relikten nicht immer legal ist, existiert ein blühender Schwarzmarkt.
Das genaue Funktionsprinzip der Tore und dessen technische Umsetzung sind den Menschen nicht genau bekannt und Gegenstand stetiger Forschungen und Phantastereien. Im All treten die Tore als mehrteilige Strukturen auf, deren einzelne Segmente ringförmig um den Tunneleingang angeordnet einen oder mehrere hintereinander zu durchquerende Ringe bilden. Planetentore – sie sind offenbar technisch viel weiter entwickelte Pendants – sind als solche nicht erkennbar solange sich kein Durchgang öffnet. Die Sternentore stellen wurmlochartige Verbindungen über weite Strecken zur Verfügung und werden von allen Spezies genutzt. Ein Automatismus hält die Tore instand und die Routen passierbar. Spezielle planetengebundene Vortex-Tunnel existieren – wie bereits erwähnt – ebenfalls, verbunden durch ein antikes Straßennetz, passierbar von nahezu jedem Fahrzeug mit geschlossener Fahrgastzelle. Fazit: Das Netzwerk der Sternentore – seien diese nun orbital oder planetar – ist nicht einmal ansatzweise vollständig erforscht. Es existieren viele einzelne nicht zusammenhängende Segmente und nur wenige durchgehend nutzbare Routen. Allen gemein ist jedoch, dass das Netzwerk jedem offensteht, der in der Lage ist, ein solches Sternentor zu erreichen.

### Spezies
Für die Menschen gibt es vier wichtige (Alien-)Spezies: Dhor’Gondar, Morlorn, Cetadeani und eben Menschen. Daneben existieren unzählige weitere Arten, z. B. die Shak’Maral oder die uralte Kultur der Gamaah’Gin, diese jedoch sind zum Zeitpunkt des Spieleinstiegs im Jahr 3030 n. Chr. aus Sicht des Menschen politisch von untergeordneter Bedeutung. Die großen und antiken Spezies der Galaxis sind heute größtenteils weit versprengt. Sie blicken jedoch auf ein gemeinsames Zeitalter zurück, das von vielen als Goldenes Zeitalter beschrieben wird. Es handelt sich um die Herrschaft der Meta-Lords, die vor einigen tausend Jahren am Ende einer Serie von großen Kriegen auf galaktischer Ebene endete und die heutigen Machtstrukturen in der Galaxis hervorbrachte.
- In der politischen Wahrnehmung der Menschen treten die Dhor’Gondar als ausgleichende Macht auf, deren Entscheidungen oft einen Einfluss auf die Machtverteilung in der Galaxis haben. Sie befinden sich auf einem enorm hohen technologischen Entwicklungsstand.
- Die Cetadeani hingegen treten als starke Verbündete im Schmelztiegel der Galaktischen Nationen auf. Ihrem Bestreben nach Einigkeit unter den zahlreichen kleinen interstellaren Nationen ist die starke Position des im menschlichen Sprachgebrauch als Galaktischer Bund bezeichneten Sternenstaates zu verdanken. Auch die Cetadeani stellen eine höchst entwickelte Spezies dar.
- Den Gegenpart, den großen und bedrohlichen Gegner, übernehmen in der Wahrnehmung der Menschen die Morlorn, denen es in der Vergangenheit sogar gelungen ist die Erde zu erobern und den Menschen unzugänglich zu machen. Eine tief verwurzelte unterschwellige Angst vor den Morlorn bestimmt noch heute – fast 400 Jahre nach der Befreiung – das Handeln der Menschen. Die Morlorn sind den Menschen von der technologischen Entwicklung her betrachtet in einigen Bereichen voraus.

Eine weitere bedeutsame menschliche Nation aus der Sicht der USC sind die Antari, die sich jedoch aus einem der vor fast 1000 Jahren gestarteten Kolonialisierungsprojekte der Erde entwickelt haben und schon mehrere hundert Jahre eine stabile Beziehung zum Galaktischen Bund unterhielten, bevor sie mit den Menschen der USC in Kontakt kamen. Mit ihnen zusammen streben die Menschen nach Einigkeit unter den menschlichen Nationen in der Galaxis. Einen sehr hohen Stellenwert hat für die Menschen zudem die Rückeroberung der Erde, der Heimat aller Menschen in der Galaxis.